# Robert Adair
Robert Adair, född den 24 maj 1763, död den 3 oktober 1855 i London, var en brittisk diplomat. 

## Biografi
Adair var en av Charles James Fox politiska vänner och sändes 1806 till Wien för att förmå Österrike att delta i striden mot Napoleon. Även därefter användes Adair för flera svåra uppdrag; han sändes av George Canning till Konstantinopel 1809 för att återställa den störda vänskapen mellan Storbritannien och Turkiet samt vistades 1831–1835 som extraordinärt sändebud i Nederländerna och Belgien för att hindra hotande strider mellan flamländska och holländska trupper.